# Я одружився з вбивцею з сокирою
«Я одружився з вбивцею з сокирою» (англ. So i Married an Axe Murderer) — комедія 1993 року режисера Томаса Шламме. Фільм не був добре сприйнятий критиками, зібравши в світовому прокаті усього 11 мільйонів доларів з бюджетом 20 мільйонів доларів.

## Сюжет
Чарлі МакКензі (Майк Майерс) — поет, який мешкає в Сан-Франциско. Після розтавання з дівчиною, він зустрічає Гаріетту Майклс (Ненсі Тревіс). Через деякий час після знайомства, Чарлі починає підозрювати, що Гаріетта — вбивця, яка холоднокровно вбиває всіх своїх чоловіків відразу після весілля...

## У ролях
- Майк Майерс — Чарлі МакКензі / Стюарт МакКензі
- Ненсі Тревіс — Гаріетта Майклс
- Ентоні Лапалья — Тоні Джардіно
- Аманда Пламмер — Роуз Майклс
- Майкл Річардс — нечутлива людина
- Бренда Фрікер — Мей МакКензі
- Філ Гартман — Джон «Вікі» Джонсон
- Дебі Мейзар — Сьюзен
- Алан Аркін — капітан
- Майк Хагерті — автор некрологів